# Erylus deficiens
Erylus deficiens är en svampdjursart som beskrevs av Topsent 1927. Erylus deficiens ingår i släktet Erylus och familjen Geodiidae. Inga underarter finns listade i Catalogue of Life.